# Justizvollzugsanstalt Schwalmstadt

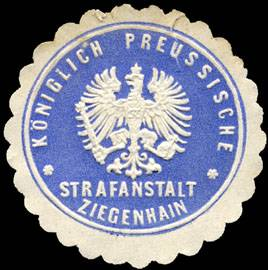
Siegelmarke Königlich Preußische Strafanstalt Ziegenhain

Die Justizvollzugsanstalt Schwalmstadt ist eine hessische Justizvollzugsanstalt. Sie liegt  am Paradeplatz 5 im Schwalmstädter Stadtteil Ziegenhain. Die JVA ist zum Teil vom „Großen Wallgraben“, einem als tiefer Wassergraben angelegten Befestigungsbauwerk, umgeben. In der geschlossenen Hauptanstalt mit höchster Sicherungsstufe sind rund 300 männliche Erwachsene mit einer Strafhaftdauer von 24 Monaten bis lebenslang untergebracht. Zudem wird hier auch die Sicherungsverwahrung für die Bundesländer Hessen und Thüringen vollstreckt. In der rund 200 m entfernt liegenden, mit geringerer Sicherheitsstufe angegliederten Abteilung Kornhaus können bis zu 64 weitere Gefangene untergebracht werden. Hier werden Freiheitsstrafen an Personen ab 55 Jahren, Freiheitsstrafen bis 12 Monate und Freiheitsstrafen an lockerungs- und urlaubsberechtigten Gefangenen durchgeführt. Die JVA verfügt über rund 230 Mitarbeiter.

## Geschichte
Die Hauptanstalt ist im ehemaligen Jagdschloss der Landgrafen von Hessen-Kassel und dem späteren Erweiterungsbau untergebracht. Die ältesten Bauteile stammen aus dem 12. Jahrhundert. Erste Besitzer waren die Grafen von Ziegenhain, deren Geschlecht 1450 ausstarb. Hiernach kam durch Testament die Grafschaft Ziegenhain an den Landgrafen von Hessen-Kassel. Durch den Ausbau Ziegenhains zur Festung im 16. Jahrhundert wurde das Schloss zum Mittelpunkt der Befestigungsanlagen. 1807 wurden sie geschleift. Nachdem 1832 die Garnison aufgehoben worden war, erhielt das Schloss 1842 die Zweckbestimmung eines Zwangsarbeitshauses für Männer. Die preußische Regierung wandelte nach der Einverleibung des Kurfürstentums Hessen dieses Gebäude 1866 in eine Corrigendenanstalt und 1882 in ein Zuchthaus um. In den Jahren 1926 bis 1930 wurde die gesamte Schlossanlage umgebaut. In der Folgezeit wurde sie als Sicherungsverwahrungsanstalt für gefährliche Gewohnheitsverbrecher eingerichtet, während des Zweiten Weltkrieges diente sie wieder zugleich als Zuchthaus. Nach dem Ende des Krieges wurde die Anstalt zunächst von der Besatzungsmacht in Anspruch genommen, im August 1946 wurde sie der hessischen Justizverwaltung übergeben. Ende 1986 wurde ein Erweiterungsbau nach sechsjähriger Bauzeit in Betrieb genommen. Der Erweiterungsbau gliedert sich in fünf Geschosse einschließlich Keller und ist wie auch die neuen eingeschossigen Werkhallen und die Sporthalle in seiner äußeren Form der Topografie der alten Festungsbastion angepasst. Nach Inbetriebnahme des Erweiterungsbaus erfolgte eine Renovierung des Schlosses.
Der geschlossenen Anstalt mit höchster Sicherheitsstufe ist eine geschlossene Abteilung geringerer Sicherheitsstufe angegliedert, die im 1579 erbauten Kornhaus eingerichtet ist. Bei diesem Haus handelt es sich um das neuere von ehemals zwei Fruchthäusern. Das ältere der beiden Gebäude wurde 1872 abgerissen. Das verbliebene Gebäude wurde ab 1883 als Zuchthaus für Frauen genutzt. Nachdem 1956 die Frauen in eine andere hessische Anstalt verlegt worden waren, wurden im Kornhaus ab 1958 die Sicherungsverwahrten untergebracht. Sie befinden sich seit 1973 wieder in einer eigenen Abteilung der Hauptanstalt und das Kornhaus wurde hiernach mit der angrenzenden Festungsapotheke über lange Zeit eine Einrichtung des offenen Vollzuges. Dieser beschränkte sich später auf die Festungsapotheke, während das Kornhaus eine Anstalt des geschlossenen Vollzuges geringeren Sicherheitsgrades wurde. Ende 2003 erfolgte eine Verlagerung des offenen Vollzuges, die Festungsapotheke wurde geschlossen.

## Arbeits- und Bildungsmöglichkeiten
- Tischlerei: Dort werden vorwiegend interne Hausschreinerarbeiten durchgeführt sowie Möbel aufgearbeitet.
- Landwirtschaft: Die Bewirtschaftung von Flächen wurde 2001 verstärkt aufgegriffen. Der größte Teil der dort produzierten Güter wird in der anstaltseigenen Küche verarbeitet. Darüber hinaus wird von den dort eingesetzten lockerungsgeeigneten Gefangenen der Vollzugsabteilung Kornhaus unter der Leitung eines Landwirtschaftsmeisters die Pflege der anstaltseigenen Grundstücke wie auch die Pflege von Grundstücken anderer Behörden auf vertraglicher Basis durchgeführt.
- Bastbetrieb: Hier werden in Handarbeit Flaschenziergeflechte aus Naturbast und Gold (Fellum) hergestellt.
- Fahrzeugbau: Zu den Aufgaben gehören das Erstellen und Reparieren von Fahrzeuganhängern für PKW in Sondergrößen, Reparieren und Herstellen von Anhängern, Front-/Heckladerschaufeln für den landwirtschaftlichen Gebrauch sowie die Reparatur oder der Neubau von Bordwandaufbauten, Bremsen, Hydraulik oder LKW-Grundfahrzeugen.
- Schlosserei: Hier werden hauptsächlich Zaunelemente für einen externen Auftraggeber hergestellt. Weiter werden in der Schlosserei alle handwerklichen Schlosserarbeiten durchgeführt. Für externe Auftraggeber werden auf Anfrage u. a. Treppen, Geländer und Zäune hergestellt.
- Unternehmerbetriebe: Hier werden in von Unternehmen eingerichteten Betriebsräumen u. a. diverse Montagearbeiten durchgeführt.

Die Häftlinge haben auch die Möglichkeit, eine Lehre zum Koch, Ausbaufacharbeiter, Zimmerer, Metallbauer oder Karosserie- und Fahrzeugbaumechaniker durchzuführen. Zudem kann in der JVA der Hauptschulabschluss und/oder der Realschulabschluss nachgeholt werden.

## Therapeutische Maßnahmen
In einem 2020 geführten Interview sagte die Hessische Justizministerin Eva Kühne-Hörmann, ein Ziel im Strafvollzug sei es, eine Perspektive für die Häftlinge zu schaffen, denn wer eine Perspektive im Leben hat produziert keine weiteren Opfer. Die therapeutischen Angebote zielen daher darauf ab, ihren Teilnehmern Selbstkontrolle und Beherrschung zu vermitteln. Die Konfrontation mit den eigenen Taten sowie die Aufarbeitung des persönlichen Werdegangs sollen dabei helfen, eine Änderung im Verhalten zu bewirken. Der britische Reporter Raphael Rowe, der für die Dokumentationsserie Die härtesten Gefängnisse der Welt weltweit Gefängnisse besucht, stellte fest, dass der respektvolle Umgang mit den Häftlingen, in Kombination mit dem Therapieangebot, zu einer deutlich entspannteren Atmosphäre führt, als er sie von anderen Strafvollzugsanstalten kennt.
Dieser Ansatz wird unter anderen dadurch ermöglicht, dass die Anzahl der Mitarbeiter fast ebenso hoch ist wie die der Inhaftierten.
Hinter den Maßnahmen steht das „Netzwerk zur Deradikalisierung im Strafvollzug“, welches auf vier Säulen beruht: Identifizierung, Prävention, Deradikalisierung und Koordinierung. Zu den zahlreichen Maßnahmen gehören u. a. die Schulung des Personals, um Anzeichen von Radikalisierung auch kulturübergreifend zu erkennen und Sicherheitsmaßnahmen, die individuell an die Gefährdungsbewertung jedes einzelnen angepasst werden. Auch die Tatsache, dass muslimische Strafgefangene die Möglichkeit haben, sich durch einen Imam betreuen zu lassen, ist ein wichtiger Beitrag zur Deradikalisierung. Durch die Zusammenarbeit mit Imamen lassen sich Taten, denen eine religiöse Motivation zu Grunde liegt, besser aufarbeiten und perspektivisch verhindern. Weitere Maßnahmen zur Deradikalisierung sind die Aus- und Weiterbildungsangebote, Anti-Aggressivitäts-Training, sowie Projekte zur Steigerung der eigenen Toleranz und adäquatem Verhalten in Problemsituationen.

## Vorfälle
Am 28. Dezember 1976 nahmen drei zu lebenslanger Haft verurteilte Insassen vier Beamte als Geiseln und entkamen. Nach mehreren Stunden konnten zwei der Ausbrecher wieder verhaftet werden. Der dritte ermordete eine Passantin und beging Suizid.
Am 4. April 1993 entkam der wegen dreifachen Mordes verurteilte Häftling Lothar Luft mit Hilfe eines Radpanzers vom Typ Fuchs aus der Haftanstalt. Ein Freund und ehemaliger Mithäftling des Insassen hatte vom Gelände der Herrenwald-Kaserne in Stadtallendorf den Panzer entwendet, damit vier Gefängnistore durchbrochen und den beim Hofgang befindlichen Häftling durch eine Luke einsteigen lassen. Anschließend fuhren sie mit dem Panzer wieder aus der Anstalt und entkamen in einem Waldgebiet. Der Fluchthelfer konnte einige Tage später in Frankfurt/Main festgenommen werden. Der Dreifachmörder wurde drei Monate später im Elsass wieder gefasst.